# Giancarlo Devasini
Giancarlo Devasini (* 1964 in Turin) ist ein italienischer Unternehmer und Arzt. Er ist Finanzdirektor von Bitfinex (einer Kryptobörse) und Mitbegründer von Tether (einem Stablecoin). Berichten zufolge besitzt er einen Anteil von 47 Prozent an Tether, weshalb sein Vermögen von Forbes im April 2025 auf 22,4 Milliarden US-Dollar geschätzt wurde.

## Laufbahn
Der in Turin geborene Giancarlo Devasini schloss 1990 sein Medizinstudium an der Universität Mailand ab. Er begann anschließend als kosmetischer Chirurg zu arbeiten und führte Schönheitsoperationen durch. Er zog sich nach zwei Jahren allerdings von seiner Tätigkeit als Arzt zurück und begann in der IT-Branche zu arbeiten, wo er mehrere eigene Unternehmen gründete, die auf den Vertrieb von Computerkomponenten spezialisiert waren. Devasini gründete außerdem ein Lebensmittellieferunternehmen namens Delitzia, zu dem auch ein Blog über Biolebensmittel gehörte. 1995 wurde er von Microsoft wegen Produktpiraterie angeklagt. Um einer Strafverfolgung zu entgehen und sein Geschäft fortzuführen, stimmt er einer Geldstrafe in Höhe von einer Million US-Dollar zu. Mehrere seiner Unternehmen gingen später bankrott.
Devasini entdeckte schließlich die Welt der Kryptowährungen und war 2012 an der Gründung der Handelsplattform Bitfinex beteiligt. Zwei Jahre später gründete er gemeinsam mit Paolo Ardoino, einem in der Schweiz lebenden italienischen Informatiker, den Stablecoin Tether, welcher in der Folgezeit zum größten Stablecoin nach Marktkapitalisierung aufstieg, jedoch Kontroversen hinsichtlich seiner Deckung, der Vertuschung von Verlusten und möglicher Marktmanipulation auslöste. Als die mit Tether verbundene Handelsplattform Bitfinex 2018 in Zahlungsschwierigkeiten geriet, nutze Devasini die Reserven von Tether, um Bitfinex liquide zu halten. Wegen dieses Interessenskonfliktes zahlte er 2021 eine Strafe von 18,5 Millionen US-Dollar an die New Yorker Staatsanwaltschaft, um einen Prozess beizulegen.
Devasini gilt als zurückgezogen lebend. Er wohnte zwischen 2017 und 2023 in der Stadt Lugano im Tessin, von wo er sein Milliardenunternehmen von einem Büro oberhalb einer Sportbar führte und Kontakte zur lokalen Politik aufbaute. Mit der Stadt Lugano hat Tether auch eine Absichtserklärung zur Förderung von Kryptowährungen und Blockchain unterzeichnet.